# 1997 GR12
1997 GR12 är en asteroid i huvudbältet som upptäcktes den 3 april 1997 av LINEAR i Socorro County, New Mexico.
Den tillhör asteroidgruppen Nysa.